# بني غالب
قرية بني غالب هي إحدى القرى التابعة لمركز أسيوط في محافظة أسيوط في جمهورية مصر العربية. حسب إحصاءات سنة 2006، بلغ إجمالي السكان في بني غالب 12351 نسمة، منهم 6239 رجل و6112 امرأة.